# Pararcte odilia
Pararcte odilia là một loài bướm đêm trong họ Erebidae.